# Hội thao quân sự quốc tế 2021
Hội thao quân sự quốc tế 2021 (tiếng Nga: АрМИ-2021), chính thức được gọi là Hội thao quân sự quốc tế lần thứ VII, ARMY 2021 hoặc Army Games 2021, là lần tổ chức thứ bảy của Hội thao quân sự quốc tế - một sự kiện thể thao quân sự đa quốc gia được tổ chức từ ngày 22 tháng 8 đến ngày 4 tháng 9 năm 2021. Bộ Quốc phòng Nga đã mời 96 quốc gia và vùng lãnh thổ tham dự hội thao lần này.
Tính đến ngày 1 tháng 6 năm 2021, 277 đội tuyển đến từ hơn 40 quốc gia đã bày tỏ mong muốn tham gia Hội thao. Bốn quốc gia gồm Burkina Faso, Indonesia, Peru và Ả Rập Xê Út sẽ có lần đầu tiên tham dự. Đây cũng sẽ là lần cuối cùng mà đoàn Quân lực Quốc gia Afghanistan tham dự với tư cách "Cộng hòa Hồi giáo Afghanistan", ngay trước khi Taliban nắm quyền kiểm soát thủ đô Kabul và đổi tên nước này thành "Tiểu vương quốc Hồi giáo Afghanistan". Như vậy có thể coi Hội thao quân sự lần này là sự kiện quốc tế chính thức cuối cùng mà nhà nước Cộng hòa Hồi giáo Afghanistan tham dự trước khi nó sụp đổ.
Trong Hội thao lần này, cùng với chủ nhà chính là Nga, 11 quốc gia khác sẽ cùng đồng đăng cai các nội dung thi đấu. 21 nội dung khác nhau sẽ được tổ chức trên lãnh thổ của các nước đồng đăng cai này.
Nga sẽ tổ chức 16 nội dung. Belarus, Trung Quốc và Iran mỗi nước sẽ tổ chức ba nội dung. Việt Nam, Kazakhstan, Uzbekistan và Mông Cổ mỗi nước sẽ tổ chức hai nội dung. Trong khi đó Algérie, Armenia, Serbia và Qatar mỗi nước sẽ tổ chức một nội dung. Lần đầu tiên, Algérie, Việt Nam, Serbia và Qatar sẽ tổ chức các cuộc thi của Army Games trên lãnh thổ của mình.

## Các nước tham dự

Các quốc gia tham dự hội thao năm 2021

- Abkhazia
- Algérie
- Azerbaijan
- Armenia
- Afghanistan
- Belarus
- Venezuela
- Việt Nam
- Ai Cập
- Israel
- Ấn Độ
- Iran
- Kazakhstan
- Qatar
- Kyrgyzstan
- Trung Quốc
- Cộng hoà Congo
- Lào
- Mali
- Myanmar
- Nga
- Serbia
- Syria
- Tajikistan
- Uzbekistan
- Nam Ossetia

### Ra mắt
- Burkina Faso
- Indonesia
- Peru
- Ả Rập Xê Út

### Quay trở lại
- Zimbabwe
- Kuwait
- Mông Cổ
- Syria

Lưu ý: Các nước đăng cai các môn thi đấu được in đậm

## Các nội dung thi đấu[5]
Số môn thi đấu của Hội thao năm 2021 là 34 môn, nhiều hơn 4 môn so với kỳ hội trước đó vào năm 2020.
| Môn thi                            | Mô tả | Thời gian               | Địa điểm                                                                                                   | Số đội tham dự | Danh sách các đội tham dự | Các đội giành huy chương                                                                                          |
| ---------------------------------- | --- | ----------------------- | --- | -------------- | --- | --- |
| Xe tăng hành tiến                  | Cuộc thi giữa các kíp xe tăng                                                                                         | 22 tháng 8 — 4 tháng 9  | Thao trường Alabino, Moskva, Nga                                                                           | 19             | Abkhazia · Azerbaijan · Belarus · Venezuela · Việt Nam · Kazakhstan · Qatar · Kyrgyzstan · Trung Quốc · Lào · Mali · Mông Cổ · Myanmar · Nga · Serbia · Syria · Tajikistan · Uzbekistan · Nam Ossetia           | Bảng 1: · Nga · Trung Quốc · Kazakhstan · Bảng 2: · Kyrgyzstan · Tajikistan · Myanmar                             |
| Đột kích Suvorov                   | Cuộc thi giữa các kíp xe chiến đấu bộ binh                                                                            | 22 tháng 8 — 4 tháng 9  | Căn cứ quân sự Korla, Tân Cương, Trung Quốc                                                                | 4              | Belarus · Venezuela · Trung Quốc · Nga · | Trung Quốc · Nga · Belarus · Venezuela                                                                            |
| Ranh giới xạ thủ                   | Cuộc thi giữa các xạ thủ bắn tỉa                                                                                      | 22 tháng 8 — 4 tháng 9  | Thao trường Miếu Môn, Hà Nội, Việt Nam (bảng SVD) Thao trường Bretsky, Brest, Belarus (bảng Chuyên nghiệp) | 18             | Bangladesh · Belarus* · Venezuela · Việt Nam · Zimbabwe · Ấn Độ · Iran · Qatar · Trung Quốc · Lào · Malaysia · Myanmar · Pakistan · Nga* · Serbia · Tajikistan · Uzbekistan* · Sri Lanka ·                      | Bảng SVD: Việt Nam · Uzbekistan · Nga · Bảng Chuyên nghiệp: · Belarus · Nga · Trung Quốc                          |
| Mũi tên không quân                 | Cuộc thi giữa các phi đội lái máy bay                                                                                 | 22 tháng 8 — 4 tháng 9  | Thao trường Dubrovichi, Ryazan, Nga                                                                        | 3              | Belarus · Trung Quốc · Nga · | Nga · Belarus · Trung Quốc                                                                                        |
| Trung đội đổ bộ đường không        | Cuộc thi giữa các trung đội đường không                                                                               | 22 tháng 8 — 4 tháng 9  | Thao trường Dubrovichi, Ryazan, Nga                                                                        | 18             | Abkhazia · Algérie · Belarus · Brazil · Venezuela · Kazakhstan · Qatar · Kyrgyzstan · Trung Quốc · Cộng hoà Congo · Mali · Myanmar · Namibia · Pakistan · Nga · Sudan · Tajikistan · Uzbekistan · Nam Ossetia · | Nga · Trung Quốc · Kazakhstan · Belarus                                                                           |
| Đổ bộ đường biển                   | Cuộc thi giữa các đội hải quân đánh bộ                                                                                | 22 tháng 8 — 29 tháng 8 | Các thao trường Clerk, Gornostay và Bamburovo, Vladivostok, Nga                                            | 6              | Abkhazia · Venezuela · Iran · Trung Quốc · Nga · Nam Ossetia | Nga · Trung Quốc · Iran                                                                                           |
| Cúp biển                           | Cuộc thi giữa các kíp tàu nổi ở Biển Đen và Biển Caspi                                                                | 22 tháng 8 — 2 tháng 9  | Biển Caspi, Iran (bảng Caspi) Biển Nhật Bản, Vladivostok, Nga (bảng Châu Á - Thái Bình Dương)              | 7              | Azerbaijan · Việt Nam · Iran · Kazakhstan · Trung Quốc · Myanmar · Nga* | Bảng Caspi: · Iran · Nga · Azerbaijan · Kazakhstan · Bảng Châu Á - Thái Bình Dương: · Nga · Việt Nam · Trung Quốc |
| Tầng sâu                           | Cuộc thi giữa các đội thợ lặn                                                                                         | 23 tháng 8 — 1 tháng 9  | Căn cứ hải quân Konarak, Konarak, Sistan và Baluchestan, Iran                                              | 6              | Venezuela · Ấn Độ · Iran · Trung Quốc · Nga · Syria · | Iran · Nga · Trung Quốc · Syria                                                                                   |
| Pháo thủ giỏi                      | Cuộc thi giữa các tiểu đội súng cối                                                                                   | 24 tháng 8 — 2 tháng 9  | Thao trường Gvardeisky, Kazakhstan                                                                         | 11             | Azerbaijan · Belarus · Việt Nam · Iran · Kazakhstan · Kyrgyzstan · Nga · Syria · Tajikistan · Uzbekistan | Kazakhstan · Nga · Azerbaijan                                                                                     |
| Thợ quân khí giỏi                  | Cuộc thi giữa các chuyên gia sửa chữa pháo, rốckét                                                                    | 22 tháng 8 — 4 tháng 9  | Không rõ, Iran                                                                                             | 4              | Việt Nam · Iran · Nga · Uzbekistan | Iran · Uzbekistan · Nga                                                                                           |
| Bầu trời quang đãng                | Cuộc thi giữa các đơn vị phòng không                                                                                  | 22 tháng 8 — 2 tháng 9  | Thao trường Korla, Tân Cương, Trung Quốc                                                                   | 6              | Belarus · Venezuela · Ai Cập · Trung Quốc · Nga · Uzbekistan | Trung Quốc · Nga · Ai Cập                                                                                         |
| Thông tin liên lạc giỏi            | Cuộc thi giữa các đơn vị thông tin                                                                                    | 22 tháng 8 — 3 tháng 9  | Minsk, Belarus                                                                                             | 9              | Belarus · Việt Nam · Trung Quốc · Lào · Mali · Nga · Tajikistan · Uzbekistan · Nam Ossetia | Belarus · Nga · Trung Quốc · Việt Nam · Uzbekistan                                                                |
| Trinh sát quân sự xuất sắc         | Cuộc thi giữa các đơn vị trinh sát lục quân                                                                           | 22 tháng 8 — 4 tháng 9  | Trường chỉ huy quân sự Novosibirsk, Novosibirsk, Nga                                                       | 14             | Belarus · Cộng hoà Congo · Trung Quốc · Lào · Mozambique · Tajikistan · Uzbekistan · Nam Phi · Nam Ossetia · Burkina Faso · Zimbabwe · Ấn Độ · Eswatini                                                         | Nga · Trung Quốc · Uzbekistan · Belarus                                                                           |
| Vùng nước mở                       | Cuộc thi giữa các trung đội công binh bắc cầu                                                                         | 22 tháng 8 — 2 tháng 9  | Thao trường Vantovy, Murom, Vladimir, Nga                                                                  | 2              | Belarus · Nga | Nga · Belarus |
| Lộ trình an toàn                   | Cuộc thi giữa các đơn vị công binh                                                                                    | 22 tháng 8 — 29 tháng 8 | Thao trường hồ Andreevskoe, Tyumen, Nga                                                                    | 10             | Belarus · Venezuela · Việt Nam · Lào · Tajikistan · Uzbekistan · Afghanistan · Ai Cập · Ấn Độ · Nga | Nga · Uzbekistan · Việt Nam                                                                                       |
| Công thức công binh                | Cuộc thi giữa các đơn vị công binh                                                                                    | 22 tháng 8 — 28 tháng 8 | Thao trường hồ Andreevskoe, Tyumen, Nga                                                                    | 4              | Belarus · Ai Cập · Nga · Tajikistan | Nga · Uzbekistan · Belarus                                                                                        |
| Môi trường an toàn                 | Cuộc thi giữa các đội phòng thủ vũ khí hóa học, sinh học, phóng xạ và hạt nhân                                        | 22 tháng 8 — 4 tháng 9  | Thao trường Korla, Tân Cương, Trung Quốc                                                                   | 5              | Belarus · Việt Nam · Trung Quốc · Nga · Uzbekistan | Trung Quốc · Uzbekistan · Nga                                                                                     |
| Thợ kỹ thuật xe bọc thép giỏi      | Cuộc thi giữa các chuyên gia hỗ trợ xe bộ binh và xe tăng                                                             | 22 tháng 8 — 29 tháng 8 | Ostrogozhsk, Voronezh, Nga                                                                                 | 5              | Belarus · Ai Cập · Trung Quốc · Nga · Uzbekistan | Nga · Belarus · Uzbekistan                                                                                        |
| Vành đai Elbrus                    | Cuộc thi giữa các đội binh sĩ hoạt động ở vùng núi cao                                                                | Không rõ                | Terskol, Kabardino-Balkaria, Nga                                                                           | 9              | Abkhazia · Armenia · Kazakhstan · Trung Quốc · Pakistan · Nga · Uzbekistan · Nam Ossetia · Ấn Độ | Nga · Uzbekistan · Kazakhstan                                                                                     |
| Người bạn trung thành              | Cuộc thi giữa các chuyên gia huấn luyện chó nghiệp vụ                                                                 | 22 tháng 8 — 30 tháng 8 | Algiers, Algérie                                                                                           | 5              | Algérie · Belarus · Việt Nam · Nga · Uzbekistan | Uzbekistan · Nga · Belarus                                                                                        |
| Tiếp sức quân y                    | Cuộc thi giữa các nhân viên quân y                                                                                    | 23 tháng 8 — 2 tháng 9  | Không rõ, Uzbekistan                                                                                       | Không rõ       | Không rõ | Uzbekistan · Nga · Trung Quốc                                                                                     |
| Bếp dã chiến                       | Cuộc thi giữa các đội quân lương                                                                                      | 22 tháng 8 — 2 tháng 9  | Thao trường Forish, Forish, Uzbekistan                                                                     | 5              | Belarus · Việt Nam · Nga · Tajikistan · Uzbekistan | Uzbekistan · Nga · Việt Nam · Belarus                                                                             |
| Người bảo vệ trật tự               | Cuộc thi giữa những người bảo vệ các nhân vật trọng yếu                                                               | 29 tháng 8 — 4 tháng 9  | Không rõ, Serbia                                                                                           | 6              | Nga · Iran · Qatar · Serbia · Síp · Kazakhstan | Serbia · Nga · Kazakhstan                                                                                         |
| Đua xe quân sự                     | Cuộc thi giữa các đội xe quân sự                                                                                      | 22 tháng 8 — 30 tháng 8 | Kara-Khaak, Kyzyl, gần biên giới Nga và Mông Cổ                                                            | 7              | Belarus · Israel · Trung Quốc · Mông Cổ · Nga · Serbia · Uzbekistan | Nga · Trung Quốc · Serbia                                                                                         |
| Chiến binh hòa bình                | Cuộc thi kỹ năng chuyên nghiệp quân sự                                                                                | 22 tháng 8 — 1 tháng 9  | Dilijan, Tavush, Armenia                                                                                   | 6              | Armenia · Belarus · Hy Lạp · Kazakhstan · Nga · Qatar | Armenia · Nga · Belarus · Kazakhstan                                                                              |
| Chim ưng săn mồi                   | Cuộc thi giữa các đội điều khiển máy bay không người lái (UAV)                                                        | 24 tháng 8 — 2 tháng 9  | Thao trường Gvardeisky, Kazakhstan và thao trường Otar, Voronezh, Nga                                      | 4              | Belarus · Kazakhstan · Nga · Iran | Kazakhstan · Belarus · Nga                                                                                        |
| Tuần tra                           | Cuộc thi giữa các đội kiểm soát quân sự                                                                               | 22 tháng 8 — 26 tháng 8 | Không rõ, Qatar                                                                                            | 5              | Belarus · Iran · Qatar · Nga · Uzbekistan | Nga · Belarus · Uzbekistan                                                                                        |
| Vùng tai nạn                       | Cuộc thi của các đội cứu hộ - cứu nạn                                                                                 | 22 tháng 8 — 2 tháng 9  | Thao trường Miếu Môn, Hà Nội, Việt Nam                                                                     | 5              | Belarus · Việt Nam · Lào · Mali · Nga | Nga · Việt Nam · Belarus                                                                                          |
| Marathon kỵ binh                   | Cuộc thi giữa các đội kỵ binh                                                                                         | 22 tháng 8 — 28 tháng 8 | Kara-Khaak, Kyzyl, gần biên giới Nga và Mông Cổ                                                            | 4              | Kazakhstan · Mông Cổ · Nga · Uzbekistan | Nga · Uzbekistan · Mông Cổ · Kazakhstan                                                                           |
| Ngôi sao vùng cực                  | Cuộc thi dành cho những đơn vị đặc nhiệm                                                                              | 22 tháng 8 — 4 tháng 9  | Thao trường Bretsky, Brest, Belarus                                                                        | 10             | Belarus · Venezuela · Ấn Độ · Indonesia · Iran · Trung Quốc · Maroc · Pakistan · Nga · Uzbekistan | Belarus · Nga · Uzbekistan · Trung Quốc                                                                           |
| Hành quân Sayan                    | Cuộc thi các phân đội leo núi trong điều kiện mùa đông                                                                | 14 tháng 4 — 17 tháng 4 | Trung tâm huấn luyện thể thao quân sự Ergaki, Krasnoyarsk, Nga                                             | 8              | Abkhazia · Kyrgyzstan · Trung Quốc · Nga (hai đội nam và nữ) · Tajikistan · Uzbekistan · Nam Ossetia | Nga · Trung Quốc · Uzbekistan                                                                                     |
| Văn hóa quân sự (Đội quân văn hóa) | Cuộc thi nghệ thuật tập thể các lực lượng vũ trang giữa các nước                                                      | 22 tháng 8 — 1 tháng 9  | Công viên quân sự Patriot, Moskva, Nga                                                                     | 20             | Không rõ | Nga · Trung Quốc · Belarus · Kazakhstan                                                                           |
| Xạ thủ chiến thuật                 | Cuộc thi các kỹ năng tác chiến, chiến thuật bộ binh của các đội chiến đấu với vũ khí cá nhân trong điều kiện phức tạp | 22 tháng 8 — 2 tháng 9  | Thao trường Seltsy, Ryazan, Nga                                                                            | 16             | Abkhazia · Armenia · Belarus · Việt Nam · Iran · Kazakhstan · Trung Quốc · Cộng hoà Congo · Mali · Uzbekistan · Nam Ossetia · Cameroon · Namibia · Venezuela · Sri Lanka · Nga                                  | Nga · Trung Quốc · Kazakhstan                                                                                     |
| Kinh tuyến                         | Cuộc thi giữa các đội địa hình quân sự                                                                                | 23 tháng 8 — 27 tháng 8 | Thao trường Alabino, Moskva, Nga                                                                           | 6              | Belarus · Việt Nam · Iran · Trung Quốc · Lào · Nga | Nga · Belarus · Việt Nam · Trung Quốc                                                                             |

Lưu ý: Các đội tuyển tham dự cả hai bảng đấu của môn thi đó được đánh dấu sao (*)

## Bảng tổng sắp huy chương[5]
| Hạng                | Quốc gia            | Vàng | Bạc | Đồng | Tổng số |
| ------------------- | ------------------- | ---- | --- | ---- | ------- |
| 1                   | Nga                 | 20   | 12  | 4    | 36      |
| 2                   | Trung Quốc          | 3    | 10  | 6    | 19      |
| 3                   | Uzbekistan          | 3    | 9   | 4    | 16      |
| 4                   | Belarus             | 3    | 6   | 9    | 18      |
| 5                   | Kazakhstan          | 3    | 1   | 8    | 12      |
| 6                   | Iran                | 3    | 0   | 1    | 4       |
| 7                   | Việt Nam            | 1    | 2   | 4    | 7       |
| 8                   | Serbia              | 1    | 0   | 1    | 2       |
| 9                   | Armenia             | 1    | 0   | 0    | 1       |
| 10                  | Mông Cổ             | 0    | 1   | 0    | 1       |
| 10                  | Tajikistan          | 0    | 1   | 0    | 1       |
| 12                  | Azerbaijan          | 0    | 0   | 2    | 2       |
| 13                  | Myanmar             | 0    | 0   | 1    | 1       |
| 13                  | Syria               | 0    | 0   | 1    | 1       |
| 13                  | Ai Cập              | 0    | 0   | 1    | 1       |
| 13                  | Venezuela           | 0    | 0   | 1    | 1       |
| Tổng số (16 đơn vị) | Tổng số (16 đơn vị) | 38   | 42  | 43   | 123     |

### Các đoàn không có huy chương
- Algérie
- Ấn Độ
- Abkhazia
- Mali
- Qatar
- Afghanistan
- Nam Ossetia
- Kyrgyzstan
- Israel
- Cộng hoà Congo
- Lào
- Qatar
- Burkina Faso
- Indonesia
- Peru
- Ả Rập Xê Út
- Zimbabwe
- Kuwait